# Listă de regizori de film - O
|  | Liste alfabetice de regizori de film A - B - C - D - E - F - G - H - I - J - K - L - M - N - O - P - Q - R - S - T - U - V - W - X - Y - Z |

| - Dore O. - Pat O'Connor - Kihachi Okamoto - Sidney Olcott - Manoel de Oliveira (* 1908) - Lawrence Olivier (1907 - 1989) - Ermanno Olmi (* 1931) | - Arthur Omar - Marcel Ophüls (* 1927) - Max Ophüls ( 1902 - 1957) - Simone Orlandini - Mamoru Oshii (* 1951) - Nagisa Oshima (* 1932) - Gerd Oswald (1916 - 1989) | - Richard Oswald - Katrin Ottarsdóttir (* 1957) - Ulrike Ottinger (* 1942) - Frank Oz (* 1944) - François Ozon (* 1967) - Yasujiro Ozu (1903 - 1963) |

### Vedeți și
- Listă de actori - O
- Listă de actrițe - O